# Овчарово (област Добрич)
Вижте пояснителната страница за други значения на Овчарово.
Овчарово е село в Североизточна България. То се намира в община Добричка, област Добрич.

## История
През Османския период и след Освобождението селото се нарича Дургут калфа. През периода на румънско господство над Добруджа от 1919 до 1940 година е преименувано на Драгош вода, когато е център на селска община. През 1929 г. в района на селото са регистрирани оплакване от страна на местни жители поради провокации и опити за самоуправство от страна на румънски колонисти.
Селото получава днешното си име със заповед на МЗ № 2191/обн. 27 юни 1942 г.
До 2005 година в селото функционира завод за производство на филтри.

## Население
Преброяване на населението през 2011 г.
Численост и дял на етническите групи според преброяването на населението през 2011 г.:
|                     | Численост | Дял (в %) |
| Общо                | 528       | 100,00    |
| Българи             | 303       | 57,38     |
| Турци               | 96        | 18,18     |
| Цигани              | 35        | 6,62      |
| Други               | 3         | 0,56      |
| Не се самоопределят | 11        | 2,08      |
| Неотговорили        | 80        | 15,15     |

## География
Овчарово се намира в северната част на административната област, като отстои на 12 км от Добрич, на 70 км от Варна и на 35 км от Балчик и морския бряг. Населението му наброява около 600 души. Надморско равнище – 260 м. Релефът е равнинен. Климатът е умерено-континентален. Лятото е слънчево и горещо, а зимата – с обилни снеговалежи.

### Стопанство
В селото и района е изградена инфраструктура за транспорт, водо- и електроснабдяване. В селото има основно училище, ЦДГ, читалище с библиотека, селскостопанско летище, здравен пункт, кметство, пощенски клон, хранителни магазини, кафене, механа, парк, търговски комплекс, футболно игрище, където се играят срещи на отбори от „В група“.
Местното население е ангажирано предимно в земеделие, животновъдство и зърнопроизводство. В района се отглеждат предимно зърнени и маслодайни култури – жито, ечемик, царевица, слънчоглед и рапица.